# シャワー

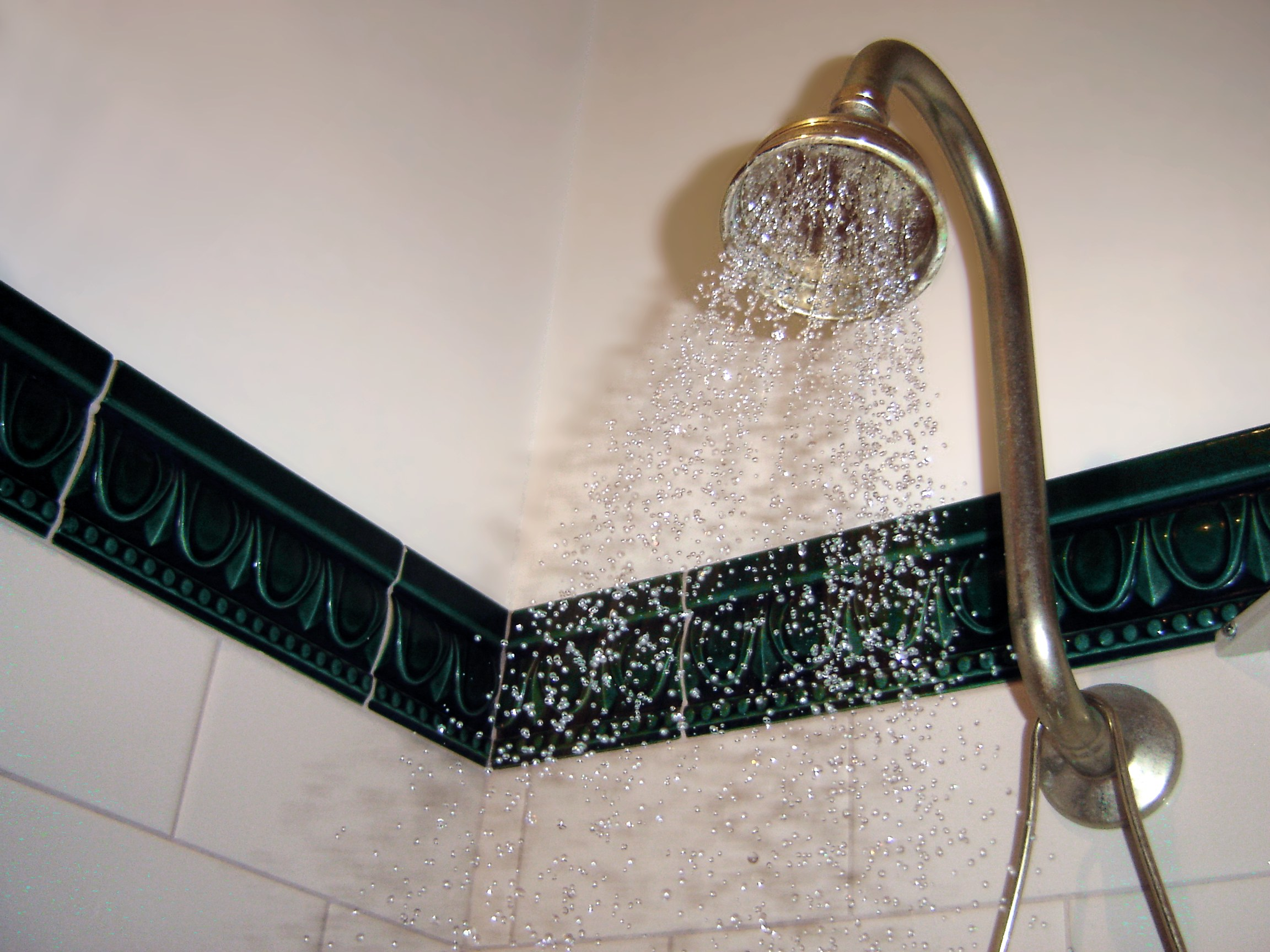
水を撒くシャワーヘッド

シャワー（英: Shower）とは、水や湯などを幅広く撒く、また身体に浴びるために、この幅広く水をまくための器具（シャワーヘッド、蓮口）を使用して噴出させ降下させるもの、およびこれらを組み込んだ装置を利用する行為である。

## 概要
シャワーは、構造としてパスカルの原理に基づいて、容器に開けられた複数の同じ大きさの穴から、同じ圧力がかけられた流体が、同程度の量に分散されて噴出するように機能する装置である。余程極端な容器の形状を除けば、流体は各々の穴から同程度の勢いで噴出する。
人間が身体を洗うためのものでは、浴室（バスルーム）の中の一設備として設置されるほか、シャワー設備専用の部屋（シャワールーム、シャワーブース、シャワーボックス等）が設けられる場合もある。浴槽による場合を浴槽入浴、シャワーによる場合をシャワー入浴という。
節水の効果では、独身の場合において一人だけが浴槽に湯をためて入浴するよりも、シャワーを使って体の表面を洗うほうが節水効果は高い（浴槽換算で約半分）。やや目詰まりしやすいものの、ノズルの穴をさらに細くして霧状の湯を出したり円周状にノズルの穴を配置した節水シャワーでは、更にこの節水効果は高い。ただし家族が複数いる家庭では、その各々がシャワーを使うと、逆に大量の水を必要とする。このほか、付加価値的に機能性を重視した入浴用シャワーでは、水の流れに変化をつけ、マッサージの機能を付与した製品も見られる。

## 構造

### 各部の機能
シャワーは流水の量や温度を調節する弁機構部、自由に曲がるホース部（ヘッド部が天井や壁に固定されるためホースがないものもある）、手に持ちあるいは壁に固定されて散水を行うヘッド部により成り立つ。

### 弁機構部
浴室などで一般に使われるシャワーでは、湯と水を適温に調和する弁機構が必要となる。従来は湯の流量、水の流量をそれぞれ調整するハンドルを備えた2ハンドル式が主であったが、給湯の温度変化に追従できず、操作が煩雑と言った欠点もあり、現在ではサーモスタットを備えたサーモスタット式混合水栓が主流となっている。また、後述する緊急シャワーではハンドルをつかんだり視認することも出来ない場合があることから、大型のレバーを体や足で押したり、大きな吊り輪状の金物を引き下げるだけで弁が開くものもある。パブリック向けの浴場施設では節水のため、ボタンを押すと一定量の湯が出た後自動的に止水する自閉式水栓を採用することもある。エアシャワーではエアシャワー室の出入口を分け（片方が汚染室またはクリーンルーム）人が入室して出入り口が同時に閉まってから一定時間空気を送った後に出口を開くような制御が行われる。

## 用途
主に体を洗浄することを目的として、体を洗う場所である浴室やシャワー室などに設置される。
稀であるが、介護に特化した設計の住宅や特別支援学校（養護学校）・福祉施設・老人ホームなどにおいては、排泄する場所である便所やその付近に設置されることもある。この場合、排泄時の失禁した時の洗浄に利用され、シャワーブースまたはシャワーカーテンや壁などで仕切られて設置されている。また、付帯設備として洗濯機・湯沸器・オストメイト（人工肛門）用の流し台が設置されていることもある。
また、湯ではなく水を出すものは、施設や設備を洗浄するための機器として設置され、セントラルキッチンや屠畜場では、食品を扱う設備を常に衛生的な状態に保つために利用される。
化学薬品を扱う施設では、有害な薬品を浴びるような事故が起こった際に直ちに体を洗い流せるよう、専用の室を設けず工場や研究室の中に設置されることもある。このような設備は緊急シャワー（きんきゅうシャワー）と呼ばれる。
危険で有害な微生物ないし化学物質を扱う、あるいは放射性物質の粉末が出る場では、防護服（陽圧式化学防護服や放射線防護服など）の表面に付着したこれら危険物を洗い流すためにシャワー式の設備が設けられる。特に危険度の高い施設では、外部にこれらが漏れ出さないよう、上方向からだけではなく、左右から噴射される。
クリーンルームでは、水ではなく空気が噴き出すエアシャワーが設置されている。これはクリーンルーム内に体表面や着衣に付着した埃を持ち込まないようにするためのものであり、上の除染とは中と外の関係が逆ではあるが、出入口でこれを浴びることが義務付けられているのは一緒である。また上からだけではなく横方向からも圧縮空気が噴出する。

## 歴史
古代ギリシャには高度な水道技術があり腰掛シャワー施設が存在した。一方、古代ローマに存在した共同浴場は後期になると風紀を乱しペストなど疫病の原因にもなっていると考えられるようになり、ローマ帝国の衰退とキリスト教の拡大により浴槽入浴による全身浴は悪とされ、欧米では入浴にたらいが使用されるようになった。
現代的なシャワーは19世紀後半にフランスで発明された。1873年頃、仏ルーアンの刑務所の外科医Françoi Merry Delabosが、囚人用に開発したものが現代のシャワーの始まりで、時間と費用を節約するのが目的だった。発明されたシャワーは軍隊の施設や監獄などで使用された。初期のシャワーはパイプに等間隔に穴を開けたもので、シャワーヘッドが発明されたのは1920年代のことである。欧米では入浴にたらいが使用されていたが、煩わしい方法だったため、シャワーが発明されると一気に普及した。
日本では1988年には朝早く起きてシャンプーをしてから通勤、通学する「朝シャン」が若い女性に流行した。このためシャンプーが手軽に短時間でできるような「ハンディシャワー」という商品が発売された。雑誌の広告欄には「服を着たままシャンプーができる」というキャッチコピーを掲げ、セーラー服姿の女子高生がシャワーを持って微笑んでいる写真が掲載されていた。

## シャワーノズル
台所などで食器を洗浄する際に水道の蛇口に取り付ける器具にもシャワー状の構造を有する物が搭載されており「シャワーノズル」ないし「シャワーヘッド」などという。食器洗い機やシャワートイレなど、洗浄機能が取り付けられた機器にも、こういったシャワーは組み込まれている。
こういった構造が利用されるのは、主に以下の理由による。
- 少ない水量で広い面積に湯水を当てることができる。
- 直接蛇口から噴出する湯水では勢いが命中部分中央に集中し勢いがあり過ぎるが、それを軽減できる。
- 各々を細いノズルから噴射すると、勢いをつけた状態で複数個所を同時に洗浄できる（そしてそれらは全体としてはそれほどの反動がない）。
- 細い水の流れは滴となって対象に当たり、連続した断続的衝突となって、その細かい衝撃が対象表面の汚れを効果的に取り去る。